# Wynohradnyj Kłyn
Wynohradnyj Kłyn (ukr. Виноградний Клин) – wieś na Ukrainie, w obwodzie chersońskim, w rejonie heniczeskim, w hromadzie Heniczesk. W 2001 liczyła 239 mieszkańców, spośród których 217 wskazało jako ojczysty język ukraiński, 21 rosyjski, a 1 gagauski.